# Kingsdown (Swale)
Kingsdown – wieś w Anglii, w Kent. Leży 5 km na zachód od miasta Sittingbourne, 17,7 km od miasta Maidstone i 64,2 km na północny wschód od Londynu. W 1961 roku civil parish liczyła 54 mieszkańców.